# Mirari vos
Mirari Vos je papeška okrožnica (enciklika), ki jo je napisal papež Gregor XVI. leta 1832.
V okrožnici je papež izpostavil grožnjo verskega pluralizma vsem verujočim, pri čemer se je skliceval predvsem na prostozidarstvo.